# Whitney Young
Pour les articles homonymes, voir Young.

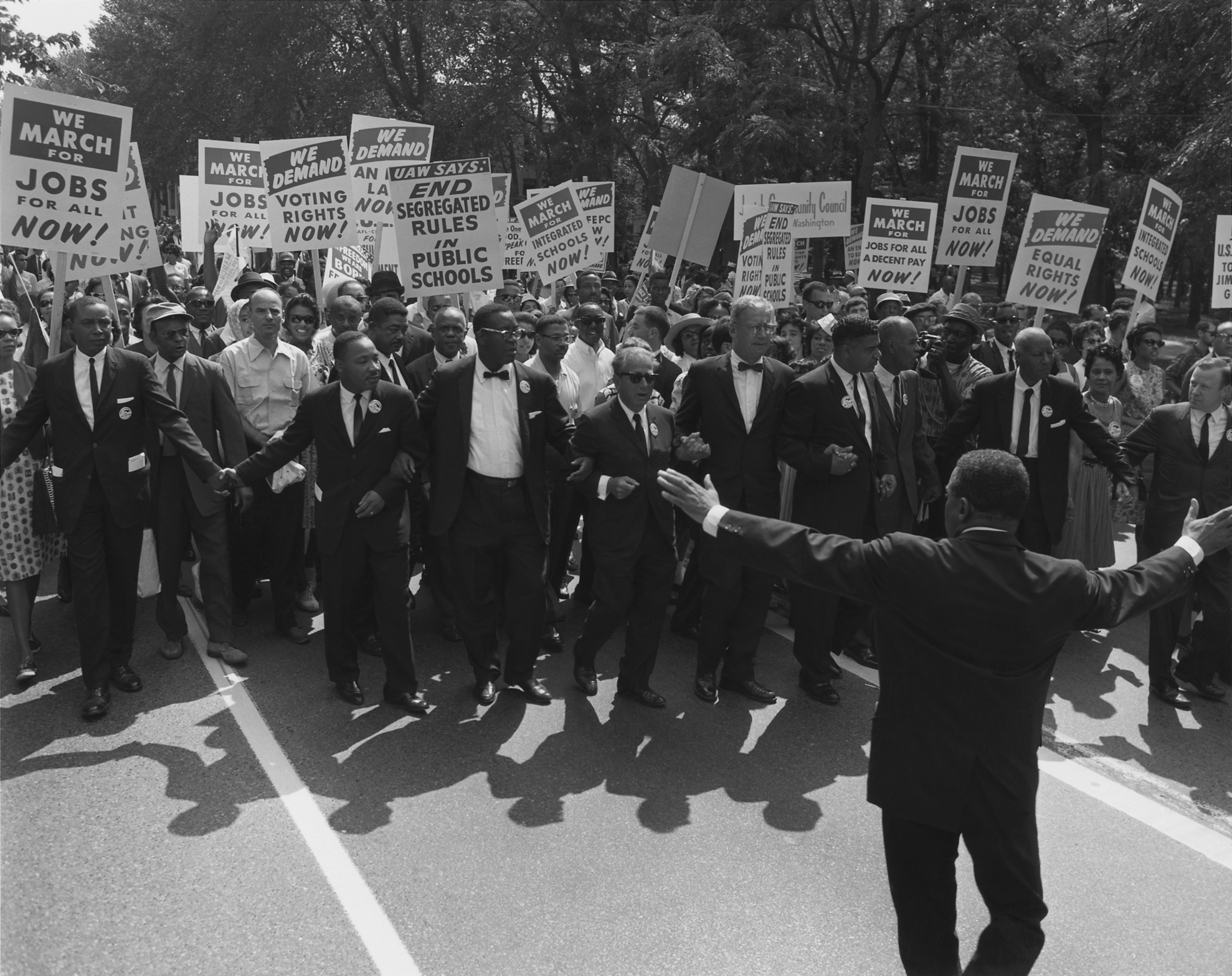
Whitney Young en tête de la Marche vers Washington pour le travail et la liberté le 28 août 1963, avec les autres leaders du mouvement des droits civiques dont Martin Luther King, Joseph L. Rauh Jr., Roy Wilkins, A. Philip Randolph et Walter Reuther

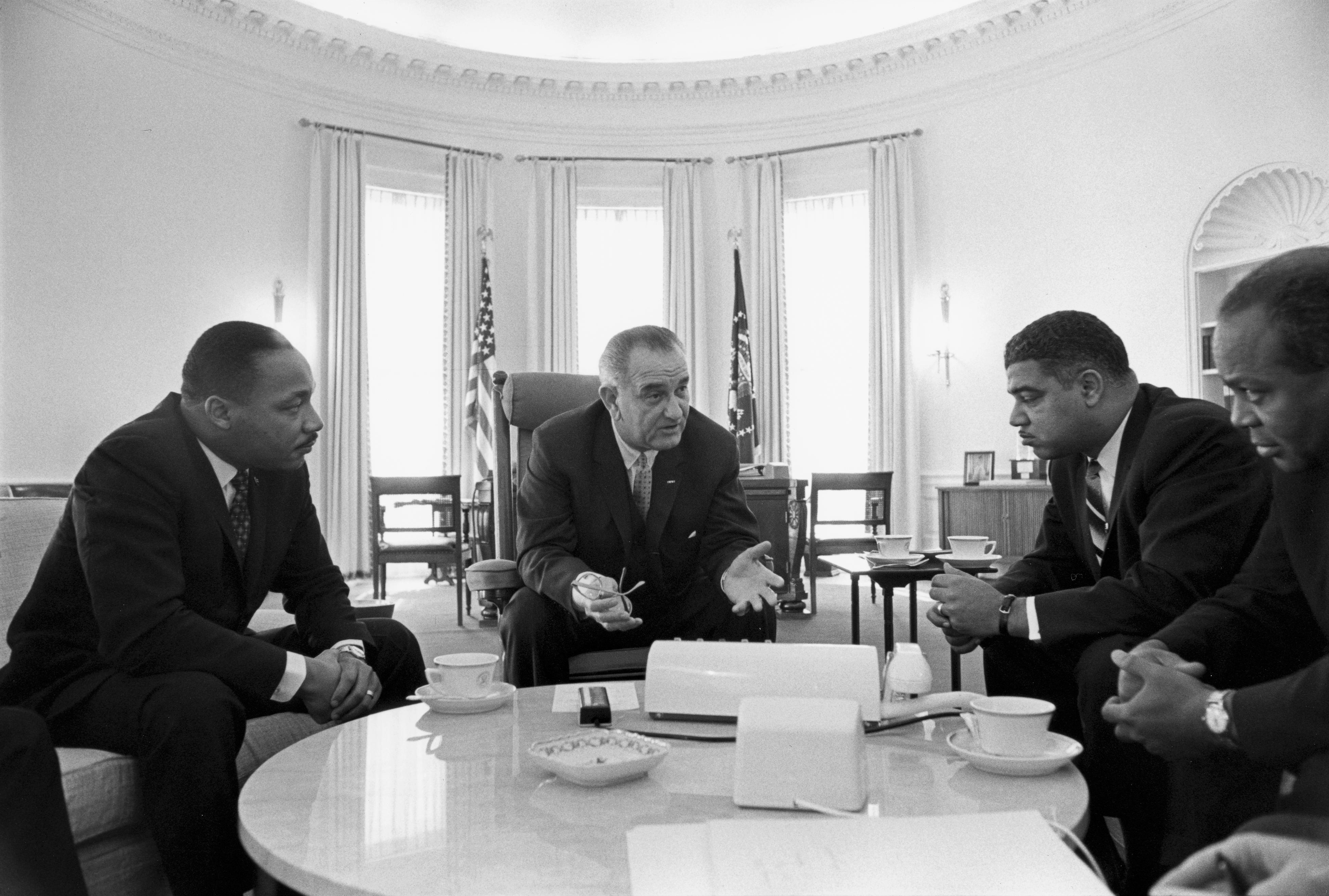
Dans le bureau ovale avec le président Johnson, Martin Luther King et James L. Farmer, Jr.

Whitney Moore Young Jr., né le 31 juillet 1921 à Lincoln Ridge (Kentucky) – mort le 11 mars 1971 à Lagos au Nigeria, est un militant afro-américain pour les droits civiques.
Il passa la plus grande partie de sa carrière à travailler pour mettre fin à la discrimination au travail aux États-Unis et transforma la National Urban League d'une organisation des droits civiques relativement passives en une organisation se battant activement pour que les Noirs bénéficient des mêmes opportunités socio-économiques que les Blancs.

## Jeunesse et débuts militants
Son père est directeur du Lincoln Institute, un lycée pour les jeunes Noirs américains, où il suivra sa scolarité et sa mère, Laura Young, est la première Afro-américaine chef d'un bureau de poste au Kentucky et la seconde aux États-Unis. Whitney Young obtint un bachelor of science à l'université d'État du Kentucky, une institution historiquement noire. Durant la Seconde Guerre mondiale, Young suit des cours d’ingénierie électrique au MIT. Il est ensuite assigné dans une équipe de construction de route composée de soldats noirs supervisée par des officiers blancs sudistes. Après seulement trois semaines, il est nommé sergent, créant une hostilité à son encontre des autres soldats et des officiers. Malgré cela, il va réussir à servir d'intermédiaire entre les officiers blancs et les soldats noirs, révoltés par leur pauvre traitement. Cette situation va orienter Young vers une carrière dans les relations raciales.
Après la guerre, il rejoint sa femme, Margaret, à l'université du Minnesota où il obtient un master en travail social en 1947 et se porte volontaire pour la branche de St. Paul de la National Urban League, branche dont il prendra la tête. En 1950, il devint président de la National Urban League d'Omaha, le chapitre du Nebraska de l'organisation. À ce poste, il aide des travailleurs noirs à obtenir des emplois auparavant réservés aux Blancs. Sous sa direction, le chapitre triplera ses adhérents.
Dans son poste suivant de doyen du travail social à l'université d'Atlanta, Young soutient les anciens étudiants dans leur boycott de la conférence de Géorgie sur le bien-être social. L'organisation avait un faible nombre de placement d'afro-américains dans de bons emplois. En 1960, Young est récompensé par la Rockefeller Foundation qui lui finance une année à l'université Harvard. La même année, il rejoint la NAACP et y atteint le poste de président de l'organisation pour l'État. Young est un ami proche de Roy Wilkins, qui était le directeur exécutif de la NAACP dans les années 1960.

## Directeur exécutif de la National Urban League
En 1961, à l'âge de 40 ans, Young devient le directeur exécutif de la National Urban League. En 4 ans, sous sa direction, l'organisation passa de 38 à 1600 salariés et de 325.000 à plus de 6.100.000 de dollars de budget annuel. Il sera le président de la National Urban League pendant 10 ans, jusqu'à sa mort en 1971.
L'Urban League était traditionnellement une organisation prudente et modérée, comprenant de nombreux membres blancs. Sous sa décennie à la tête de l'organisation, Young en fit un des fers de lance du mouvement des droits civiques. Il réussit à grandement étendre la mission de la League tout en conservant le soutien d'influents hommes d'affaires ou leaders politiques blancs. Young lança des programmes tels que « Street Academy », un système d'enseignement alternatif pour préparer les lycéens noirs à l'entrée à l'université et « New Thrust », pour aider les leaders noirs locaux à identifier et à résoudre les problèmes de leur communauté.
Young poussa aussi pour obtenir des aides fédérales aux villes, proposant un « Plan Marshall intérieur ». Ce plan, qui demandait 145 milliards d'aide sur 10 ans, fut en partie repris dans la « Guerre contre la pauvreté » du président Lyndon Johnson. Young détailla ses propositions pour l'intégration, les programmes sociaux et l'affirmative action dans deux livres,  To Be Equal (pour être égaux - 1964) et Beyond Racism (Au-delà du racisme - 1969).
Comme directeur exécutif de la League, Young poussa les grandes compagnies à recruter plus de Noirs. En faisant cela, il favorisa des relations étroites avec des chefs d'entreprise, tels que Henry Ford II mais conduisant certains Noirs à l'accuser de s'être vendu à l'establishment blanc. Young rejeta ces accusations et souligna l'importance de travailler dans le système pour y effectuer le changement. Pourtant, Young n'eut pas peur de prendre une position audacieuse en faveur des droits civiques. Par exemple, en 1963, il fut l'un des organisateurs de la Marche sur Washington, malgré l'opposition de nombreux personnalités blanches du monde des affaires.
En 1968, des représentants du président-élu Richard Nixon essayèrent de convaincre Young d'accepter un poste au Cabinet présidentiel mais Young refusa, pensant qu'il était plus utile à l'Urban League. Malgré ses réticences à entrer lui-même en politique, il sera un conseiller écouté des présidents Kennedy, Johnson et Nixon. Il était particulièrement proche de Johnson qui en 1969 lui remit la médaille présidentielle de la Liberté (Presidential Medal of Freedom.) plus haute décoration civile américaine. Young était impressionné par l'engagement de Johnson pour les droits civiques. Malgré cette proximité, Young n'appréciait pas les tentatives de Johnson de l'utiliser pour contrebalancer l'opposition de Martin Luther King à la guerre du Viêt Nam à l'impopularité croissante. Si Young soutint publiquement la politique militaire de Johnson, il commencera à s'y opposer après la fin de sa présidence.

## Décès et mémoire
Il meurt à 49 ans en se noyant dans une piscine de Lagos au Nigeria où il était venu assister à une conférence. Le président Nixon enverra un avion pour rapatrier son corps et prononcera son éloge funèbre lors de ses obsèques. Plusieurs écoles dont un lycée de Chicago et un de Cleveland sont nommés en son honneur ainsi qu'un pont à Washington DC. Sa maison natale à Lincoln Ridge est devenu un National Historic Landmark et transformée en musée sur le site de l'ancien campus du Lincoln Institute, aujourd'hui le Whitney M. Young, Jr., Job Corps Center, à Simpsonville (Kentucky).

## Source
- (en) Cet article est partiellement ou en totalité issu de l’article de Wikipédia en anglais intitulé « Whitney Young » (voir la liste des auteurs).